# (8302) Kazukin
(8302) Kazukin est un astéroïde de la ceinture principale.

## Description
(8302) Kazukin est un astéroïde de la ceinture principale. Il fut découvert le 3 février 1995 à Ōizumi par Takao Kobayashi. Il présente une orbite caractérisée par un demi-grand axe de 2,30 UA, une excentricité de 0,16 et une inclinaison de 5,4° par rapport à l'écliptique.

## Compléments